# Ceratina iwatai
Ceratina iwatai là một loài Hymenoptera trong họ Apidae. Loài này được Yasumatsu mô tả khoa học năm 1936.